# Mantsjoes

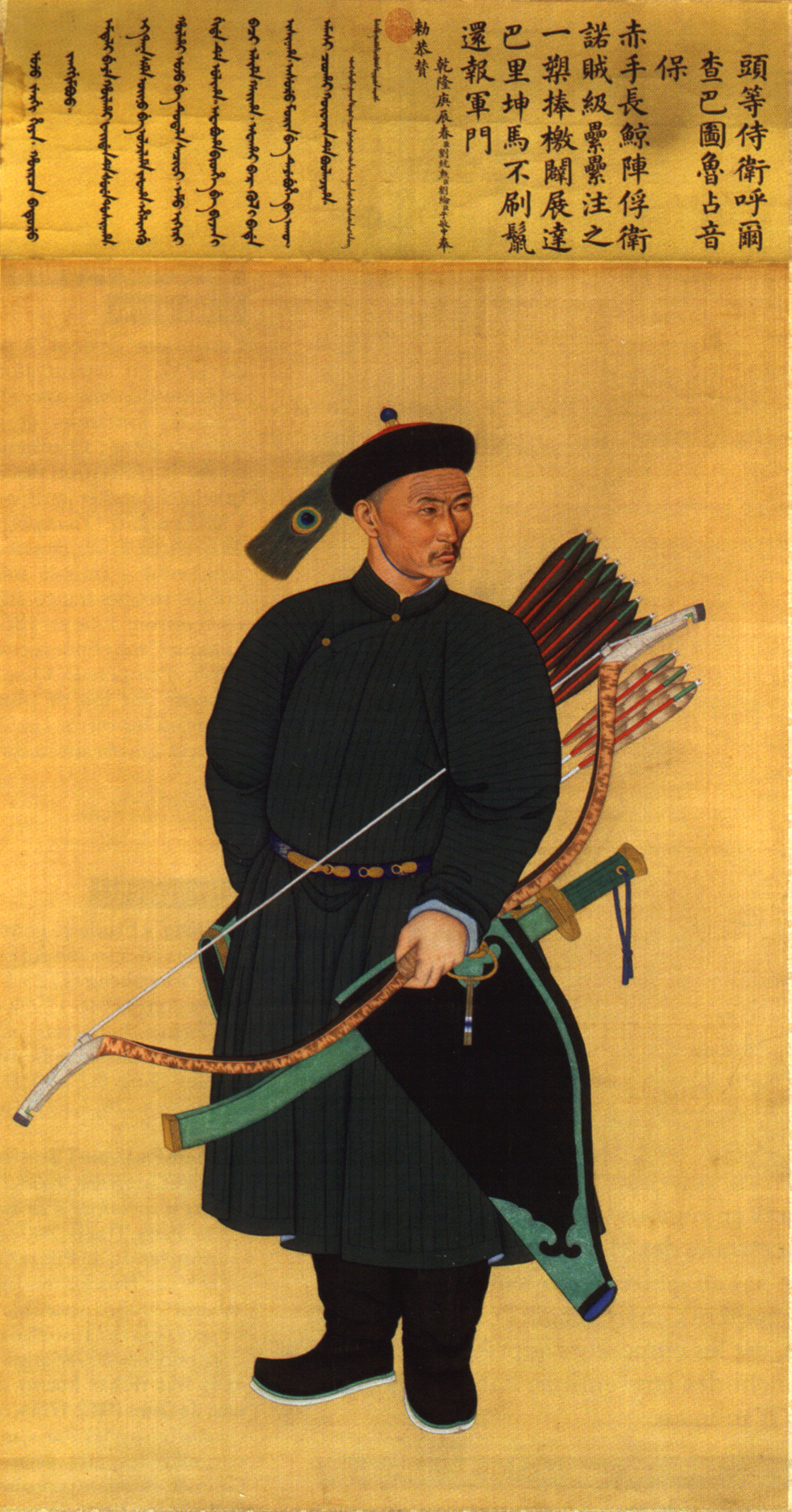
Een Mantsjoe, lijfwacht van keizer Qianlong

De Mantsjoes  is de naam voor de groep die in 1644 Peking innam en in de decennia daarna geheel China veroverde. De belangrijkste elite van de Mantsjoes bestuurde als de Qing-dynastie het land tot 1911.
Tot ongeveer 1970 werd in de geschiedschrijving over deze periode een beeld neergezet van een vrij vloeiende transitie van de Jurchen naar Mantsjoes. Daarbij zou dezelfde etnische identiteit behouden zijn, maar veranderde alleen de naam.
Vanaf 1980 werd een nieuwe visie ontwikkeld. In de visie werd het begrip Mantsjoe in de zeventiende eeuw vooral gedefinieerd als een organisatie, coalitie van heel divers samengestelde groepen. Die coalitie had als doel het ten val brengen van de Chinese Ming-dynastie en de verovering van China. In die definitie was er geen of nauwelijks ruimte voor een etnisch bepaalde Mantsjoe-identiteit. Sommige historici beschreven een opvatting dat een Mantsjoe-identiteit pas veel later tot stand kwam en feitelijk pas in de achttiende eeuw gecreëerd werd.
De meest recente geschiedschrijving hanteert ook het beeld van de vroege Mantsjoes als een multi-etnische coalitie, waarvan de Jurchen oorspronkelijk wel de belangrijkste maar zeker niet de enige groep vormden.

## Oorsprong

Mantsjoerije en het meest oostelijk deel van Binnen-Mongolië

Het ontstaan van de Mantsjoes moet gezocht worden in wat nu het uiterste noordoosten van China is; het gebied dat aangeduid wordt met de naam Mantsjoerije. Het noordelijkste deel van dit gebied bestaat uit de huidige Chinese provincie Heilongjiang, ten zuiden daarvan ligt de huidige provincie Jilin, het zuidelijkste deel is de huidige provincie Liaoning. In de periode van de Ming-dynastie was Liaoning onderdeel van het Chinese rijk. In Jilin was er een zekere aanwezigheid van de Ming, maar hun feitelijke macht daar was zeer beperkt. In Heilongjiang was die geheel afwezig.
Er waren vele bevolkingsgroepen in het noordoosten van China. Enkele daarvan hadden wel linguïstische en genetische overeenkomsten, maar er bestond geen overkoepelende etnische identiteit voor de clans en stammen in dit gebied. Een van die clans was de Aisin Gioro. Aisin betekent goud en wordt in het Chinese schrift geschreven met het karakter Jin. Dat was de dynastieke naam van de Jurchen die als de Jin-dynastie tussen 1115 en 1260 het noorden van China hadden beheerst. De clan claimde van die dynastie af te stammen. De clan werd eerst Aisin Guren genoemd. Guren kan in het Jurchen afhankelijk van context en omstandigheden staat, stam, volk of hof betekenen.   

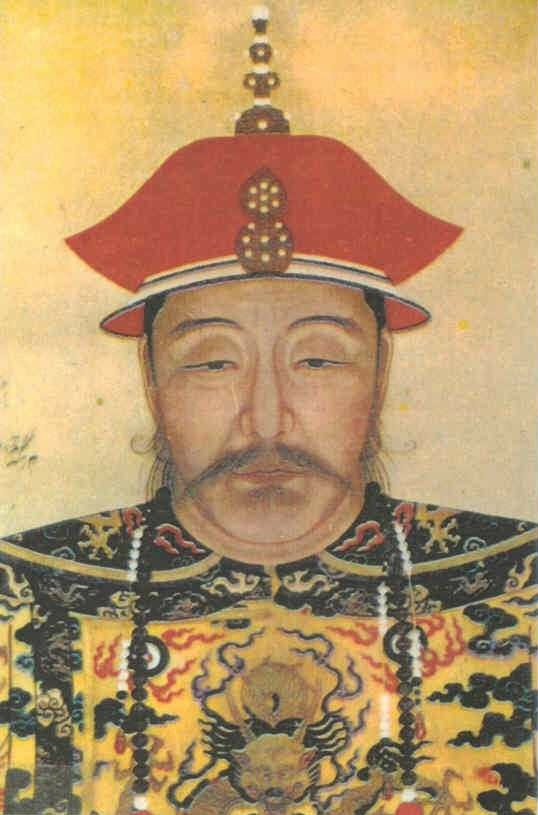
Nurhaci

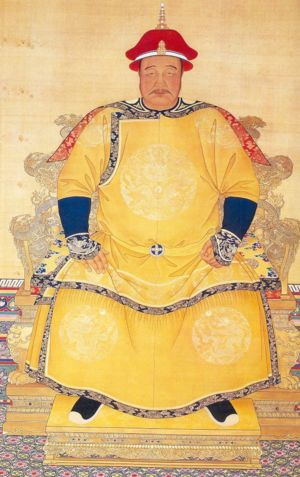
Hong Taiji

De Aisin Gioro waren geen nomaden maar leefden sedentair. Hun economie bestond uit zowel landbouw als jacht. Daarnaast handelden zij in bont en vooral ginseng. In de handel met het Chinese rijk nam de clan zijde en andere meer verfijnde Chinese producten af. Aan het eind van de 16e eeuw verkreeg de Aisin Gioro vrijwel een monopolie op de export van het in het Chinese rijk zeer gevraagde ginseng. In het begin van de 17e eeuw exporteerde de Ming-dynastie ongeveer 25% van de instroom van zilver uit Europa en de Nieuwe Wereld naar de clan om aan de vraag naar ginseng te voldoen. De grote winsten werden door de clan gebruikt voor het financieren van moderne bewapening en het huren van geoefende militaire troepen.
Vanaf het eind van de 16e eeuw wist de leider van de clan, Nurhaci (1559- 1626) door veroveringen en sluiten van allianties de dominante leider te worden van de overige stammen van de Jurchen en andere die in het noordoosten woonden.
Personen en groepen in dit deel van het huidige China werden in die periode niet ingedeeld op basis van vermeende etniciteit, maar veel meer op basis van levensstijl, loyaliteit en taal. Han-Chinezen die het gezag van Nurhaci accepteerden, de levensstijl en taal overnamen konden deel van de Jurchen-identiteit worden. Hetzelfde gold voor Mongolen in de gebieden die in het westen aan Mantsjoerije grensden. Ook transities van Jurchen naar Chinees kwamen voor. In 1621 had Nurhaci de verovering van Liaoning afgerond en van Shenyang zijn hoofdstad gemaakt. In 1616 had hij zijn dynastie benoemd als de Laatste Jin.
Nurhaci werd opgevolgd door zijn achtste zoon Hong Taiji (1592-1643). In 1635 formuleerde Hong Taiji dat zijn onderdanen voortaan de Mantsjoes genoemd zouden moeten worden.
Onze gurun had oorspronkelijk de namen Manju, Hada, Ula, Yehe en Ula. Vroeger noemden onwetende personen ons wel jusen. De term jusen refereert aan de Sibo en Chaomergan-barbaren en heeft niets te doen met onze gurun. Onze gurun heeft de Manju in het leven geroepen. Zijn bewind is lang en over vele generaties overgedragen. Daarom zal onze gurin nu Manju genoemd worden en niet met de vorige vernederende naam
In de meest recente geschiedschrijving wordt betoogd, dat Hong Taiji om strikt politieke redenen een identiteit trachtte te creëren die hij de naam Mantsjoe gaf. Dit om de vele vaak heel verschillende stamgebonden identiteiten van de stammen van de Jurchen maar ook andere noordoostelijke stammen te vervangen. Van die nieuwe identiteit konden ook Mongolen en Han-Chinezen deel uitmaken. In 1636 hernoemde Hong Taiji de naam van zijn dynastie en gaf die de naam Qing.

## Taal

Het woord voor China in het Mantsjoe; "Dulimbai gurun".

De Jurchen van de Jin-dynastie hadden een schriftsysteem dat gebaseerd was op dat van Kitan. Dit schrift was in de 16e eeuw in onbruik geraakt. De Jurchen van die periode schreven vooral in het Mongools. In 1599 gaf Nurhaci de opdracht tot het creëren van een nieuw schriftsysteem, gebaseerd op het Mongoolse. Dat kreeg maar weinig toepassing. De verbinding tussen het gesproken en geschreven woord was gebrekkig door een discrepantie tussen het klinkerssysteem van het Jurchen en dat van Mongools. Met name het Mongoolse schrift bleef gehanteerd worden als een literaire lingua franca. Pas in de periode van Hong Taiji werd dit schriftsysteem uitgebreid met een groot aantal diakritisch tekens. Het nieuwe systeem maakte het voor het eerst nu echt mogelijk om de klanken van de gesproken taal om te zetten naar een schrift. Daardoor ontstond ook de taal die later Mantsjoe genoemd zou worden.
Na de verovering van China werd Mantsjoe de taal van het hof. Veel van de klassieke Chinese literatuur werd in het Mantsjoe vertaald. In de loop van de 18e eeuw beheersten echter al veel nazaten van de oorspronkelijke veroveraars het Mantsjoe niet of nauwelijks meer. Er werden dan ook met name voor de leidinggevenden in de banners, de militaire eenheden, lessen in het Mantsjoe georganiseerd met beloningen voor een geslaagd resultaat. In de 19e eeuw beheersten echter zelfs velen aan het hof de taal nauwelijks meer.
Gedurende de hele Qing-dynastie werden politiek en militair relevante verslagen naast het Chinees ook in het Mantsjoe opgesteld. Er zijn een aantal van deze rapporten, met name over de militaire campagnes tegen de Dzjoengaren, waar de situatie in het Mantsjoe aanzienlijk realistischer werd voorgesteld dan in de Chinese versie.
De meest gebruikelijke romanisatie van het Mantsjoe werd eind 19e eeuw gecreëerd door de Duitse diplomaat en linguïst Paul Georg von Möllendorff en is ook naar hem genoemd.

## De verovering

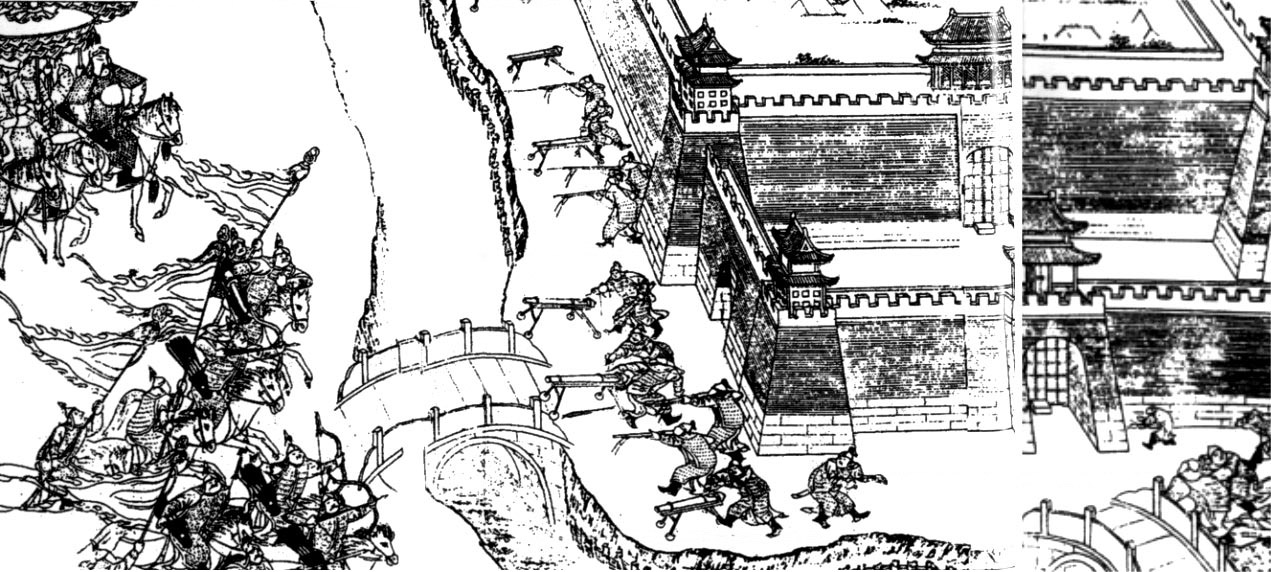
De verovering van Shenyang, de belangrijkste plaats van Liaoning

De vroege Mantsjoes hadden een aantal moeilijkheden te overwinnen bij de geplande verovering van China. Nadat Nurhaci zijn militaire troepenmacht steeds had uitgebreid kwamen er aanzienlijke logistieke problemen. De Jurchen hadden een economie waarbij iedereen van noodzakelijke basisbehoeften kon worden voorzien. Vanaf ongeveer 1615 waren er regelmatig situaties dat er onvoldoende voedsel was om de eigen bevolking en de legertroepen te voeden. Tot aan de inname van Peking in 1644 was er steeds een urgente vraag naar met name graan. In 1622 moest er een vorm van voedseldistributie ingesteld worden. In 1623 en 1625 waren er vormen van verzet van Chinezen, die hun levensstijl hadden behouden in het veroverde Liaoning.

Het rijk van de Ming-dynastie eind 16e eeuw

In 1626 leed het leger van de Mantsjoes een zware nederlaag tegen dat van Ming. Om voldoende voedsel voor het leger te krijgen was buit van veroverde gebieden essentieel. Het stagneren van dat proces leidde tot de wens bij sommige stamleiders terug te keren naar de ´´goede oude dagen´´ van raids en plunderingen en het streven naar een staat en de verovering van China op te geven. De Mantsjoes waren in feite niet sterk genoeg om een plan voor directe en rechtstreekse verovering van China uit te voeren.
In 1634 wist Hong Taiji wel de Chahar-Mongolen te onderwerpen. Hij verkreeg daarmee ook het officiële zegel van de oude Yuan-dynastie dat Ligdan Khan leider van de Chahar en laatste keizer van de Noordelijke Yuan-dynastie in zijn bezit had. Het gebied dat nu globaal het huidige Binnen-Mongolië is werd aan zijn rijk toegevoegd. In 1636 viel hij Korea binnen en wist het gebied van de Joseondynastie die aan de Ming tribuutplichtig was tot een protectoraat te maken. Beide gebeurtenissen leverden ook weer enige buit op. In de zomer van 1642 wist een leger van de Mantsjoes door de Chinese Muur te breken en plunderde ruim een half jaar het noorden van China. In mei 1643 trok dat leger zich terug met buit en gevangenen zonder dat het een militaire confrontatie van enige betekenis had gehad met een leger van de Ming.
Het hoofddoel, de verovering van China, werd uiteindelijk vooral bereikt doordat de Ming-dynastie geconfronteerd werd met een lange reeks van misoogsten in de jaren 1636-1643 met boerenopstanden en rebellie in grote delen van het land. De leider van de rebellen Li Zicheng wist in april 1644 Peking in te nemen. De laatste keizer van de Ming, Chongzhen, pleegde zelfmoord. Een aanzienlijk deel van het rebellenleger rukte daarna op naar de Shanhaiguan-pas aan de Chinese Muur. Ten noorden van de pas en de Muur bevond zich een legermacht van de Mantsjoes onder leiding van Dorgon, de regent voor de minderjarige Shunzhi. Even ten zuiden van de pas was een legermacht van Wu Sangui, de enige bevelhebber die de Ming nog trouw was gebleven. Wu Sangui besloot een alliantie aan te gaan met de Mantsjoes. Het resultaat was dat het rebellenleger van Li Zicheng vernietigend werd verslagen en de Mantsjoes Peking vrijwel ongehinderd konden innemen.
Het zou daarna nog haast twintig jaar duren voordat de Qing in het hele land verzet van groepen Ming-loyalisten had gebroken. Dezelfde Wu Sangui was een belangrijke generaal in het neerslaan van dit verzet. In 1673 kwam hij, inmiddels gouverneur van de provincie Yunnan, met twee andere gouverneurs in opstand tegen de Qing-dynastie. Deze opstand van de Drie Leengoederen werd pas in 1681 definitief neergeslagen. Pas vanaf dat moment is de suprematie van de Mantsjoes in China een onbetwistbaar feit.

## De Vendels

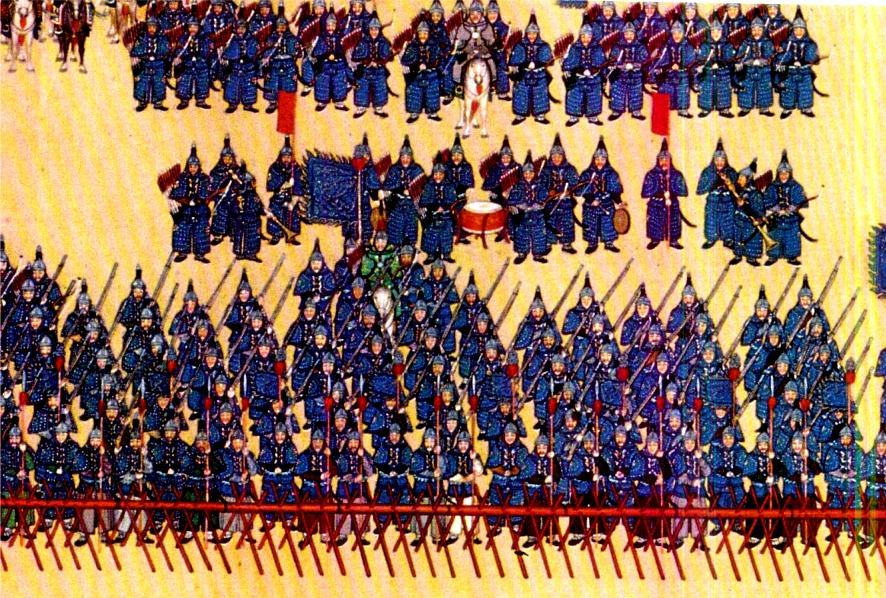
Soldaten van de Blauwe Vendel.

Een van de belangrijkste stappen voor de verovering en daarna voor de vormgeving van de Qing-staat was het creëren van een vendelsysteem, een van de vele zaken waarin de Mantsjoes beïnvloed werden door de Mongolen. De vendels waren gebaseerd op de wijze hoe de Jurchen een jacht als een militaire onderneming organiseerden. Er waren oorspronkelijk vier vendels. In 1616 werden de Acht Vendels gecreëerd. Uiteindelijk waren er daarnaast nog acht Mongoolse vendels en acht Chinese vendels. Iedere vendel was een militaire eenheid, maar daarnaast ook een woongebied en een eenheid voor economische productie. Met een vendel werden niet alleen de militairen bedoeld, maar ook de groepen personen die van hen afhankelijk waren. Uiteindelijk werd iedere vendel geïdentificeerd met een etnische identiteit. In de praktijk was er wel een zekere etnische homogeniteit, maar in iedere vendel waren er Chinese, Mongoolse en Mantsjoe bataljons. Op het niveau van de vendels werden dus meerdere etnische identiteiten in zekere mate geïntegreerd. De samenstelling van de vendels werd verder vooral bepaald door eisen van doelmatigheid die ook flexibel kon worden aangepast.
De vendels creëerden nieuwe vormen van loyaliteit, die de vroegere van familie- en stamverbanden oversteeg. Han-Chinezen die voor de verovering van Liaoning de taal en levenswijze van de Jurchen hadden overgenomen werden later in de praktijk als Mantsjoe gezien. Na deze verovering nam het aantal Chinese manschappen in de vendels sterk toe. In 1648 bestond ongeveer 75% van de troepen in de vendels uit Han-Chinezen, 8% uit Mongoolse troepen en 17% uit Mantsjoes. Het verwerven van de Mantsjoe-identiteit voor de Chinezen was al moeilijker. Na de inname van Peking in 1644 was de mogelijkheid daarop nog kleiner, maar tot diep in de 19e eeuw konden verdienstelijk geachte Han-Chinezen worden toegelaten tot de Mantsjoes. De verovering van China na de inname van Peking en het breken van het verzet van de Ming-loyalisten werd – in strikt etnische zin - dus vooral uitgevoerd door Chinezen zelf.
Na de verovering van China werden de vendeltroepen gelegerd in garnizoenen verspreid over het rijk en ontvingen een salaris en vaak een stuk grond. Zij werden geacht een elite te gaan vormen die op militair, administratief en bestuurlijk terrein ingezet kon worden. Dat ideaal is nooit bereikt, omdat de daarmee samenhangende kosten in termen van salaris, opleiding te hoog waren. Manschappen uit de vendels werden in toenemende mate ook gedwongen land te verkopen en alternatieve wijzen van het verwerven inkomsten te zoeken.
In de 18e eeuw herdefinieerde keizer Qianlong (1711-1799) het begrip Han-vendeltroepen. Hij verliet het standpunt van Nurhaci en Hong Taiji dat levensstijl, taal bepalend was voor de identiteit. Qianlong was van opvatting dat Han-vendeltroepen dezelfde voorouders hadden als de overige Han-bevolking. Qianlong beschreef loyaliteit als het hoogste goed met het gevolg dat hij Han-vendeltroepen die van de Ming naar de Qing waren overgelopen in feite als verraders beschouwde.
Het begrip vendelsoldaat en Mantsjoe werd hiermee in hoge mate identiek. Het zijn van Mantsjoe werd in deze periode voor het eerst vrijwel volledig op basis van etnische, mogelijk zelfs raciale factoren bepaald. Die herdefinitie is lange tijd bepalend geweest in latere geschiedschrijving. Deze poging tot het scheppen van een sterke Mantsjoe-identiteit had onder het meer geletterde deel deel van een aantal groepen Han-Chinezen tot gevolg dat ook daar een sterkere etnische identiteit ontstond. Die heeft aanzienlijk bijgedragen tot racistische anti-Mantsjoe-gevoelens vanaf het midden van de 19e eeuw.
Qianglong liet een nieuwe geschiedenis van de Mantsjoes compileren. Vendeltroepen werden onder druk gezet Mantsjoe als taal te blijven gebruiken en traditionele vaardigheden als boogschieten en paardrijden te behouden. Dat bracht echter niet het beoogde resultaat. De vendeltroepen waren in begin negentiende eeuw al meer een sociaal probleem dan een effectieve strijdmacht.

## Sinificatie

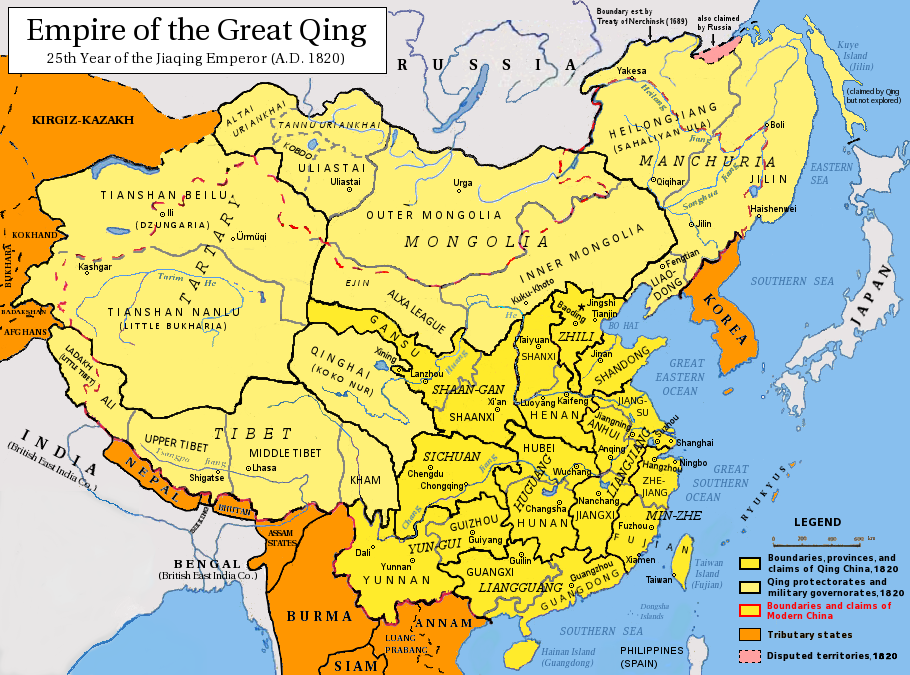
Omvang van het rijk na de val van de Dzjoengaren

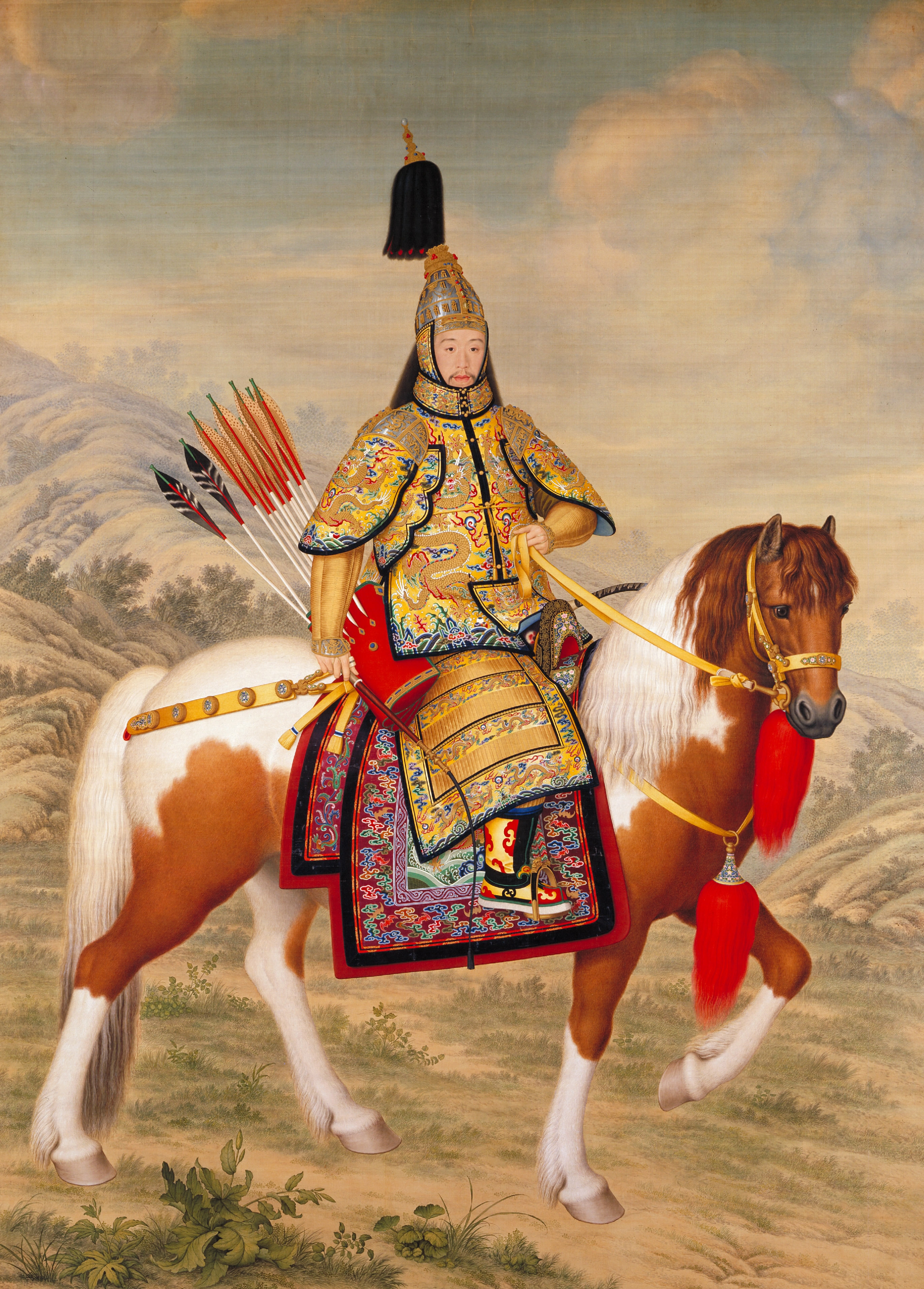
Qianlong schouwt de troepen van de vendels door Giuseppe Castiglione

Er werd in de geschiedschrijving tot ongeveer 1960 uitgegaan van de notie dat de Mantsjoes net als andere veroveraars van China al spoedig overgingen tot het op een Chinese wijze van regeren voor het legitimeren van hun rol. In de notie waren zij dus snel geciviliseerde Chinezen geworden. De hedendaagse geschiedschrijving is van opvatting dat zoiets nooit geheel is gebeurd.
Vanaf het begin waren binnen de elite van de Mantsjoes zeer verschillende en botsende meningen over wel of niet een meer Chinese wijze van besturen en het benoemen van Han-Chinezen op de hoogste ambtelijke posten. Vanaf de dood van Hong Taiji in 1643 tot de aanvang van het persoonlijke bewind van Kangxi in 1669 regeerden er – met uitzondering van het persoonlijk bewind van Shunzhi van 1653 tot 1661 – zes verschillende regenten en daarmee verbonden facties. Als die facties hadden verschillende oordelen over deze kwestie.
De eerste regent Dorgon was de eerste die een aanvang maakte met het benoemen van Han op hoge posten. De volgende regent, Jirgalang, was voorstander van een terugkeer naar bestuur volgens de traditie van de Mantsjoes. De jonge keizer Shunzhi leunde weer hevig op Han-Chinezen om zijn positie te verstevigen. In de periode daarna was de regent Oboi de grootste  voorstander van het aanzienlijk  beperken van het aantal Han-Chinezen in functie en het ontmantelen van Chinese instituties.
Een tweede reden heeft te maken met het feit, dat in de periode tot aan 1760 de omvang van het rijk werd verdubbeld ten opzichte van dat van de Ming-dynastie. Al voor de verovering van China werd het gebied van het huidige Binnen-Mongolië aan het rijk toegevoegd. In 1691 zagen de Khalkha-Mongolen geen andere uitweg voor hun veiligheidssituatie dan zich te onderwerpen aan Kangxi. Het resultaat was dat het gebied van de huidige republiek Mongolië tot aan het eind van het keizerrijk daar deel van zou uitmaken. In de periode 1720-1730 werden eerst de Mongoolse vorstendommen die in Kokonor al sinds de dertiende eeuw aanwezig waren onderworpen. Het gebied van de huidige provincie Qinghai ging deel uitmaken van de toenmalige provincie Gansu. Daarna werd het grootste deel van Kham politiek en administratief onderdeel van de provincie Sichuan en Centraal-Tibet werd een protectoraat. Tussen 1750 en 1760 werd na de finale nederlaag van de Dzjoengaren hun gebied bij het rijk gevoegd. Met enkele kleinere veroveringen erbij werd dat de latere huidige provincie Sinkiang.
Bij enkele historici heeft dat de vraag opgeroepen of de Mantsjoe-keizers hun rijk nu als een Chinees rijk zagen of als een Qing-rijk waarvan China wel de verreweg belangrijkste maar niet de enige component was. Die laatste opvatting wordt door Chinese historici fel bestreden.
Het rijk van de Mantsjoe-keizers was echter zonder twijfel van een veel multi-etnischer aard dan het rijk van welke dynastie daarvoor ook. De consequentie was dan ook, dat de keizers ten opzichte van verschillende bevolkingsgroepen ook verschillende rollen hadden. Voor de Han moest de keizer de Zoon van de Hemel en in het bezit van het Hemels Mandaat zijn. Voor de Mongolen was hij de Khan van de Khans en voor de Tibetanen de emanatie van Manjushri. Dat was een wezenlijk andere rol dan die van de keizers van vorige dynastieën. Qianglong positioneerde zich als de Chakravartin, de universeel heerser die als belichaming van dat multi-etnische rijk zelf geen individueel geloof of godsdienst aanhing, maar het ordenende principe van alle inwoners van het rijk was en de legitimatie van noodzakelijke strengheid en ultieme rechtvaardigheid.

## Huidige populatie
Na de val van het keizerrijk in 1911 namen veel Mantsjoes Han-Chinese namen aan en verborgen hun identiteit. In 1951 erkende de Volksrepubliek China Mantsjoes als een officiële minderheid. In principe konden alle nazaten van vendeltroepen als Mantsjoe geregistreerd worden. In 1952 waren er iets meer dan 2.400.000 mensen als Mantsjoes geregistreerd. In 1987 waren 7.000.000 mensen als zodanig geregistreerd; in 1983 ruim 9.600.000 en de laatste telling in 2012 gaat uit van haast 11.000.000. Daarmee zijn de Mantsjoes de een na grootste minderheid in China.
Die enorme stijging vanaf 1952 kan niet verklaard worden op basis van natuurlijke groei. Het is duidelijk dat in de laatste drie decennia, groepen die voorheen ervoor gekozen hadden hun identiteit als Mantsjoe te verbergen zich nu als zodanig laten registreren. Een deel van hen zijn etnisch gezien Han-Chinezen, maar hun voorouders waren verbonden aan het vendelsysteem. Onder de huidige Chinese wetgeving kunnen zij ervoor kiezen om zich als Mantsjoe te laten registreren.
Achang · Akha · Bai · Baima · Blang (Bulong) · Bonan · Buyi · Dai · Daur · De'ang · Dong · Dongxiang · Drung · Evenken · Gaoshan (Taiwanese aboriginals) · Gelao · Gin (Vietnamezen) · Han · Hani · Hlai (Li) · Hui · Jingpo · Jino · Kazachen · Kirgiezen · Koreanen · Lahu · Lhoba · Lisu · Mantsjoes · Maonan · Miao (Hmong) · Mongolen · Monpa (Menba) · Mulam (Mulao) · Nanai (Hezhe) · Naxi · Nu · Oeigoeren · Oezbeken · Oroqen · Pumi · Qiang · Russen · Salar · She · Sui · Tadzjieken · Tataren · Tibetanen (Zang) · Tu · Tujia · Wa (Va) · Yao · Yi · Yugur · Xibe · Zhuang